# Pont-de-Roide-Vermondans
Pont-de-Roide-Vermondans [pɔ̃ də ʁwad vɛʁmɔ̃dɑ̃] ist eine französische Gemeinde mit 3971 Einwohnern (Stand 1. Januar 2022) im Département Doubs in der Region Bourgogne-Franche-Comté. Sie besteht aus den Orten Pont-de-Roide, Vermondans, Le Cuchot und La Culbute und gehört zum Kanton Valentigney.

## Lage

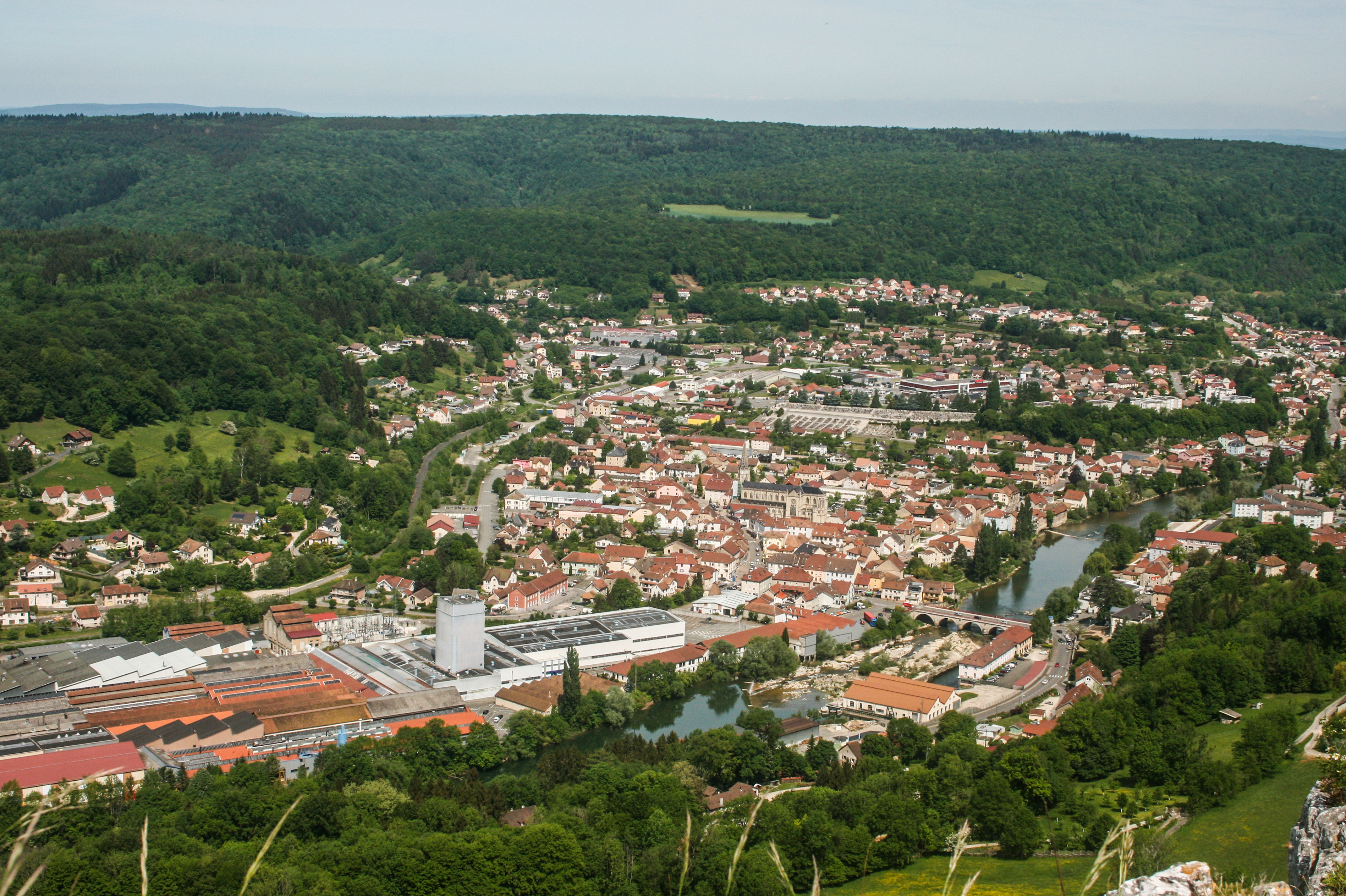
Blick von Südosten auf Pont-de-Roide

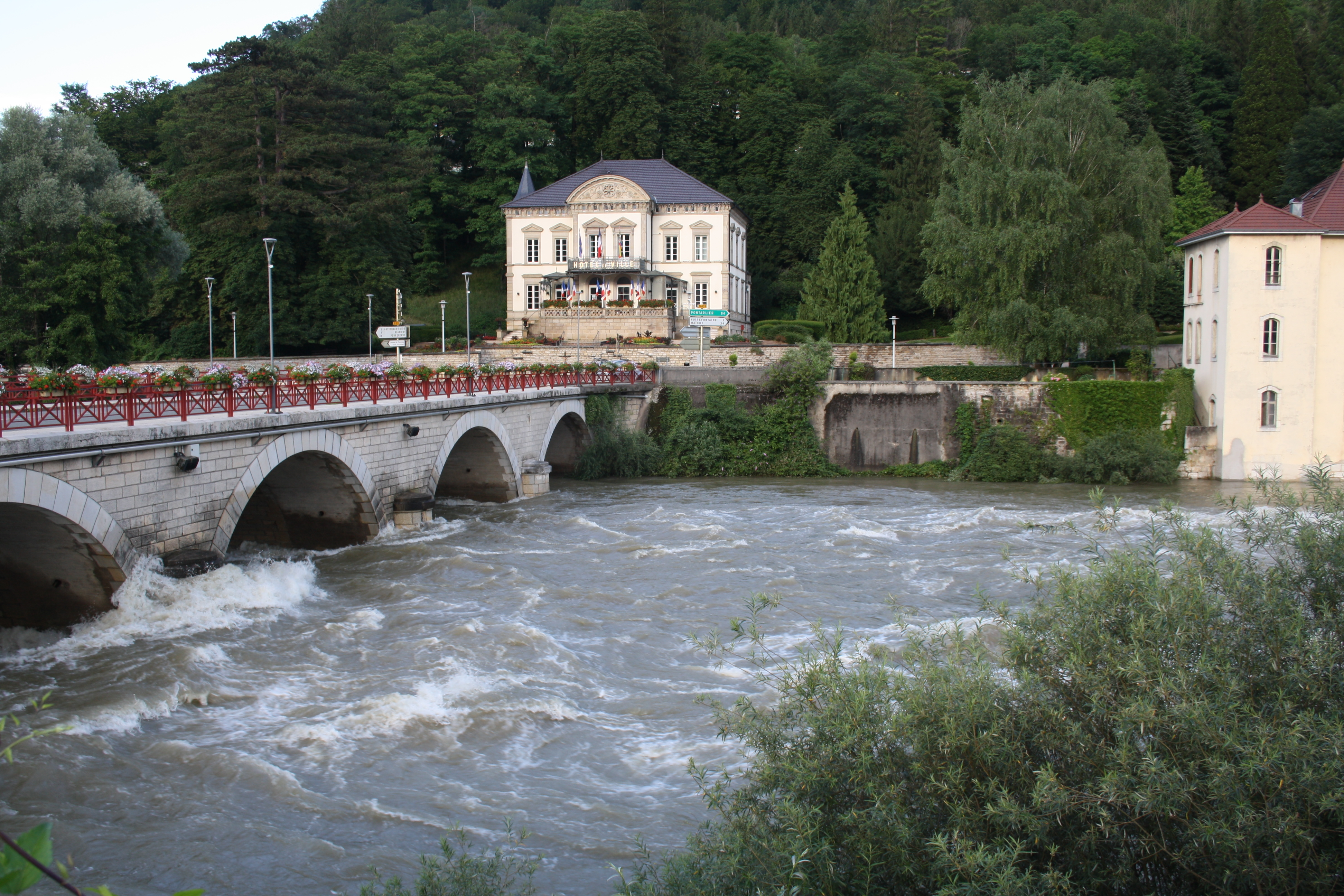
Brücke über den Doubs in Pont-de-Roide

Die Gemeinde liegt am Zusammenfluss des Doubs, der Ranceuse und der Roide. Die Seehöhe beträgt 360 Meter. Den Ort, der 17 Kilometer von Montbéliard und 24 Kilometer von Maîche entfernt ist, durchqueren die Departementsstraßen D 437 und D 73.

## Geschichte

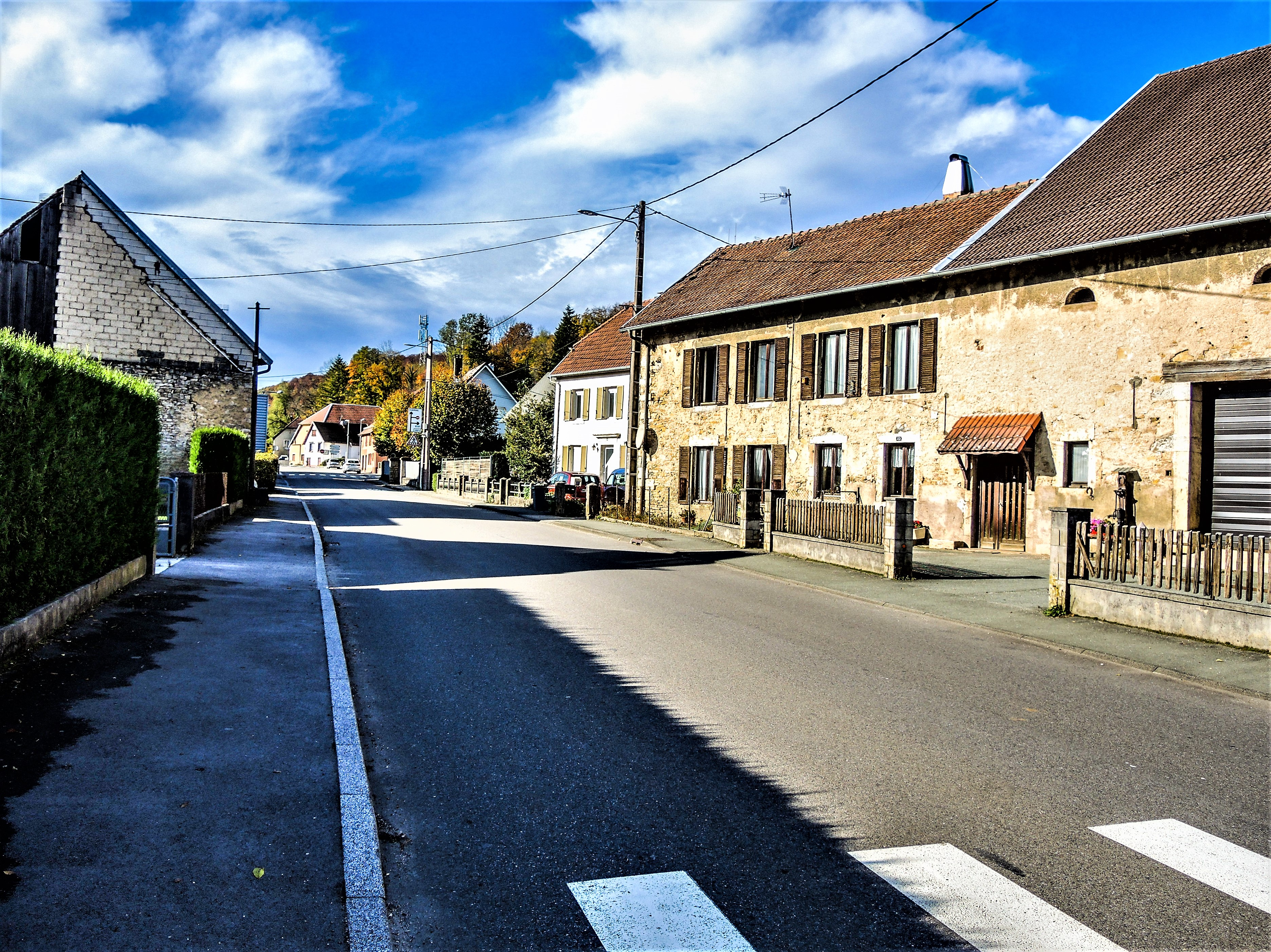
Grande Rue in Vermondans

Seit etwa dem 14. Jahrhundert beherrschten die Herren von Neuenburg die Gegend. 1388 wurde die Brücke über den Doubs an der Stelle erbaut, wo sie sich noch heute befindet. Die Brücke, gleichzeitig eine Grenzbefestigung zur Schweiz hin, führte zur Entwicklung eines Handelsplatzes. Hier wurde insbesondere der Salzhandel abgewickelt; 70 bis 80 Wagenladungen pro Woche nahmen bis ca. 1630 den Weg ins Ausland.
1750 wurde die Brücke mit sechs Arkaden und einem Turm über einer der Arkaden neu errichtet. 1756 wurde die Pfarrkirche im Stil der Neoromanik neu erbaut. 1790 wurde der Ort Kantonshauptstadt. 1842 ließ sich die lutherische Familie Peugeot in Pont-de-Roide nieder und errichtete Fabrikationsanlagen. 1854 stiftete Jean-Frédéric Fritz Peugeot das Grundstück für das kombinierte Gebäude aus lutherischen Schule und Kirche. Nach dem Deutsch-Französischen Krieg 1870/71 erhielt der Ort angesichts deutscher Bedrohung eine Befestigungsanlage, das Fort des Roches.
Im Zweiten Weltkrieg wurde die Stadt am 12. September 1944 befreit. Danach wird hier eine Front eingerichtet, um das Nachbardorf Vermondans zu befreien. Es dauerte jedoch noch zwei Monate bis Vermondans am 15. November von den Alliierten eingenommen wird.
Der Nachbarort Vermondans wurde 1972 in Pont-de-Roide eingegliedert, davor war er eine eigenständige Gemeinde mit zuletzt 880 Einwohnern (Stand 1968). Im Dezember 2014 nahm die Gemeinde den heutigen Doppelnamen Pont-de-Roide-Vermondans an.

## Bevölkerungsentwicklung
| Jahr                       | 1962 | 1968 | 1975 | 1982 | 1990 | 1999 | 2007 | 2018 |
| Einwohner                  | 3744 | 4381 | 5342 | 4958 | 4983 | 4781 | 4619 | 4156 |
| Quellen: Cassini und INSEE |      |      |      |      |      |      |      |      |

## Sehenswürdigkeiten
- Château Peugeot (heute Rathaus)
- Château Herr (heute Schule „du Château Herr“)
- Katholische Pfarrkirche Église de la Nativité-de-Notre-Dame (Kirche Mariä Geburt)
- Lutherische Kirche von 1854[1]
- Les Halles (heute kommunaler Ausstellungsraum)
- La Batterie des Roches (1877–1879)

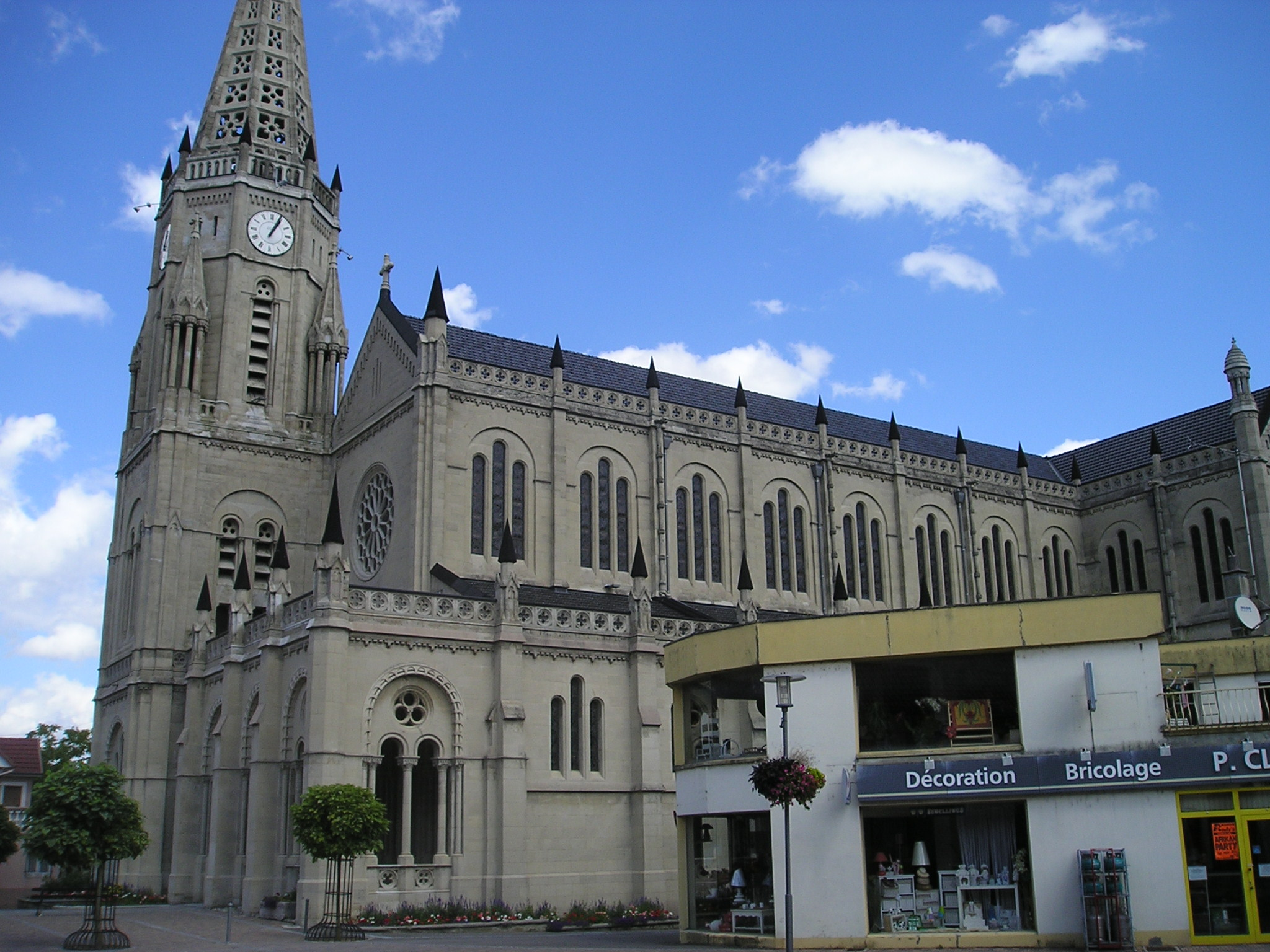
Pfarrkirche Église de la Nativité-de-Notre-Dame
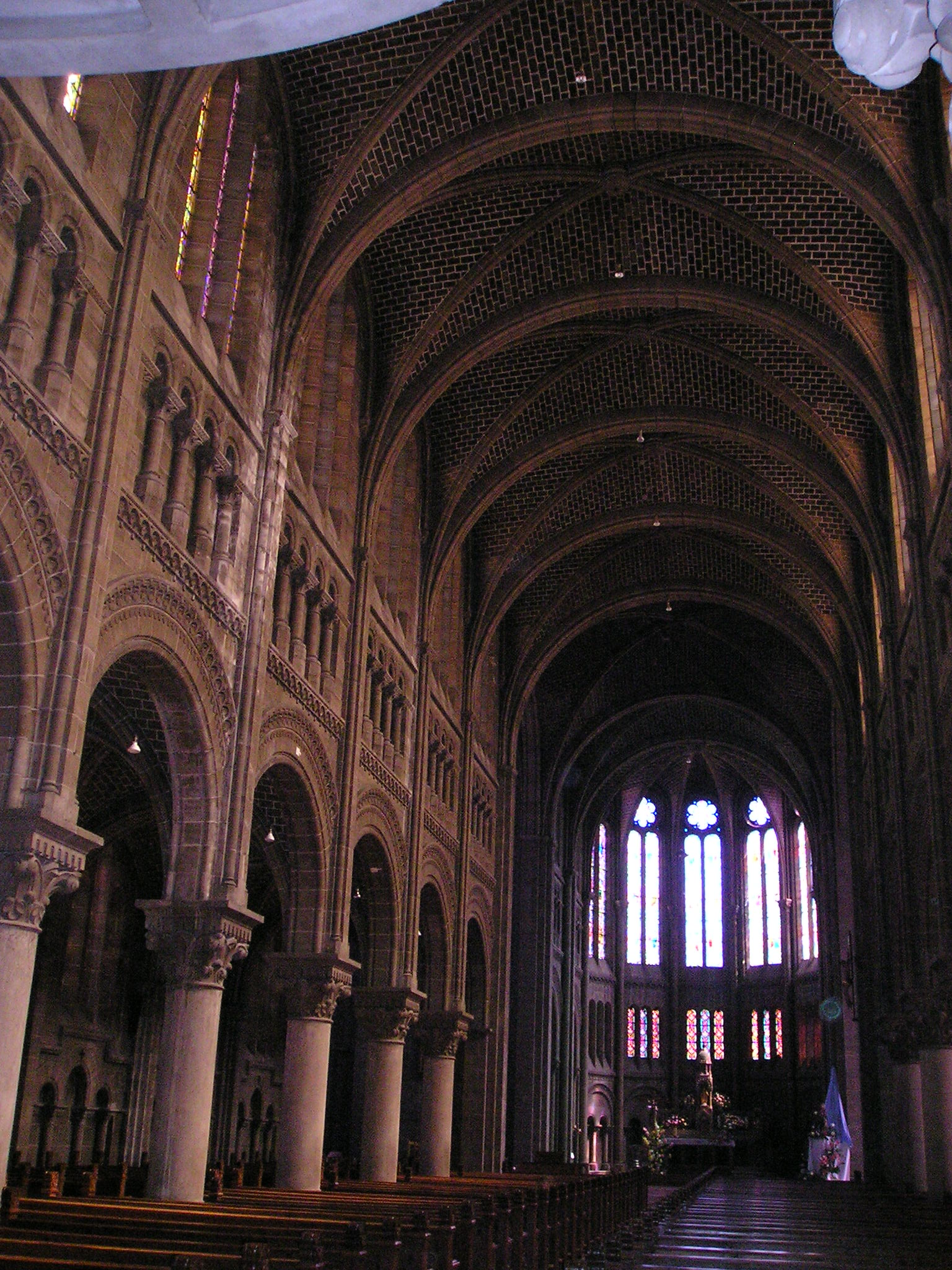
Pfarrkirche, Innenansicht
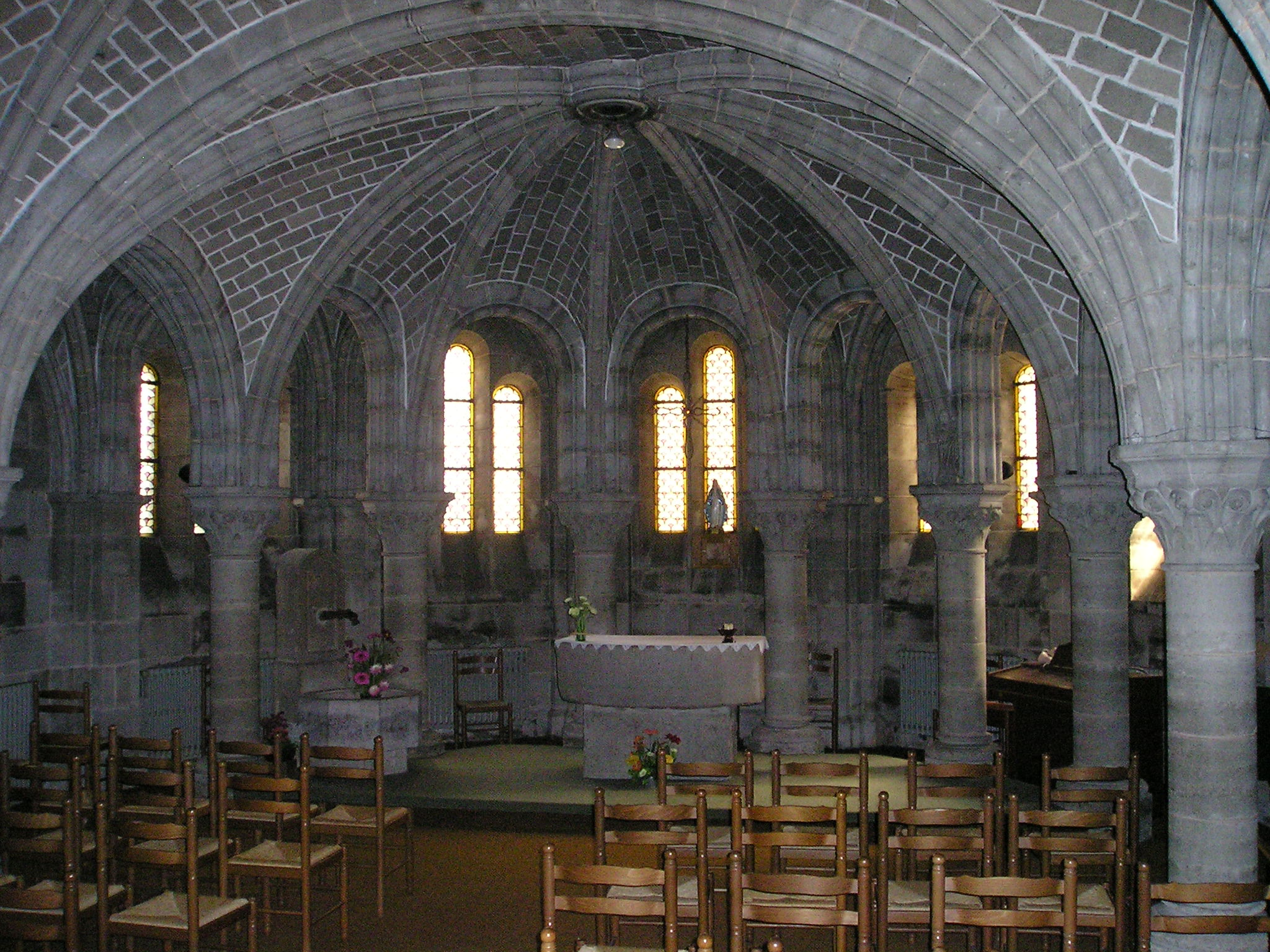
Krypta der Pfarrkirche
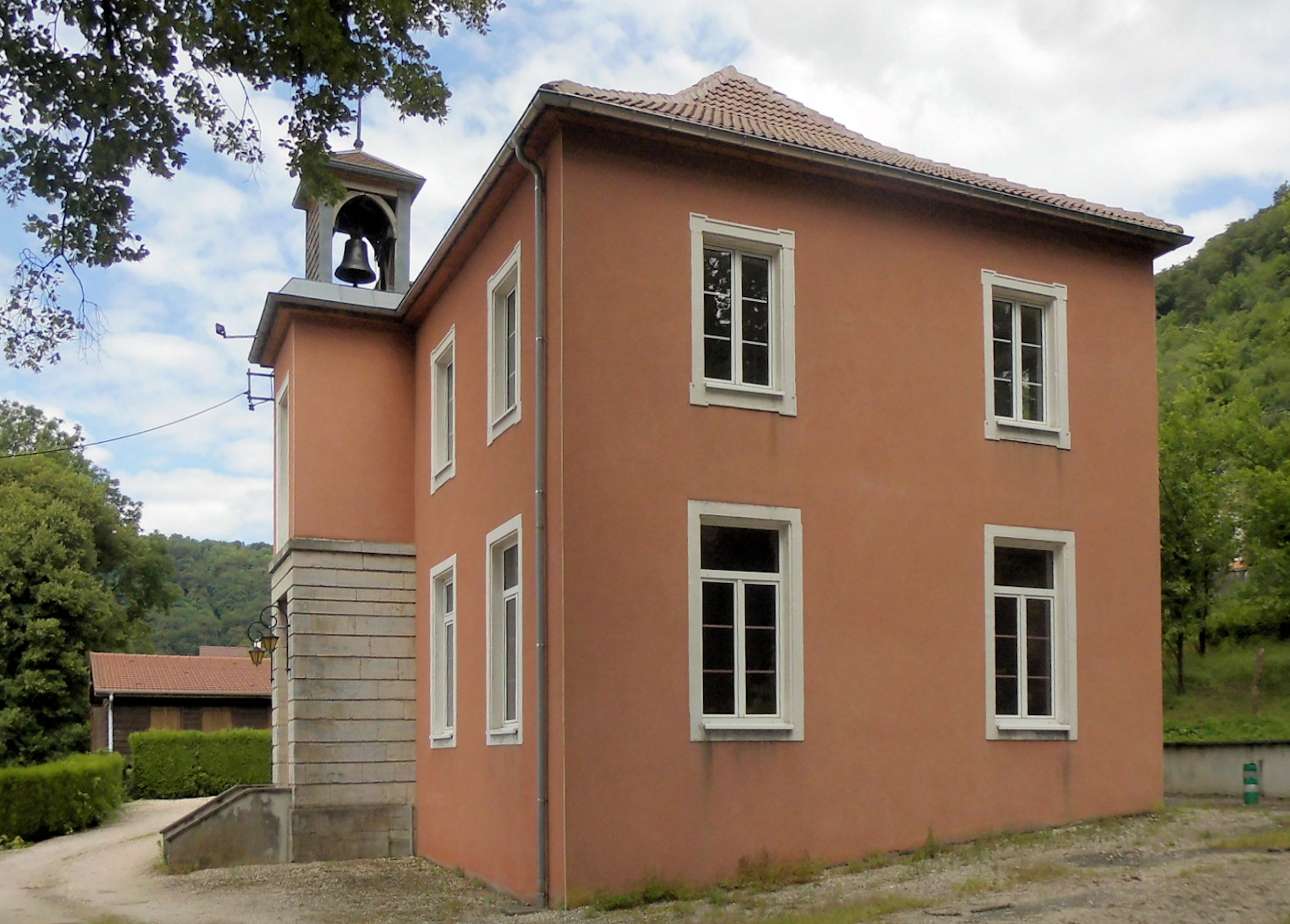
Lutherische Kirche
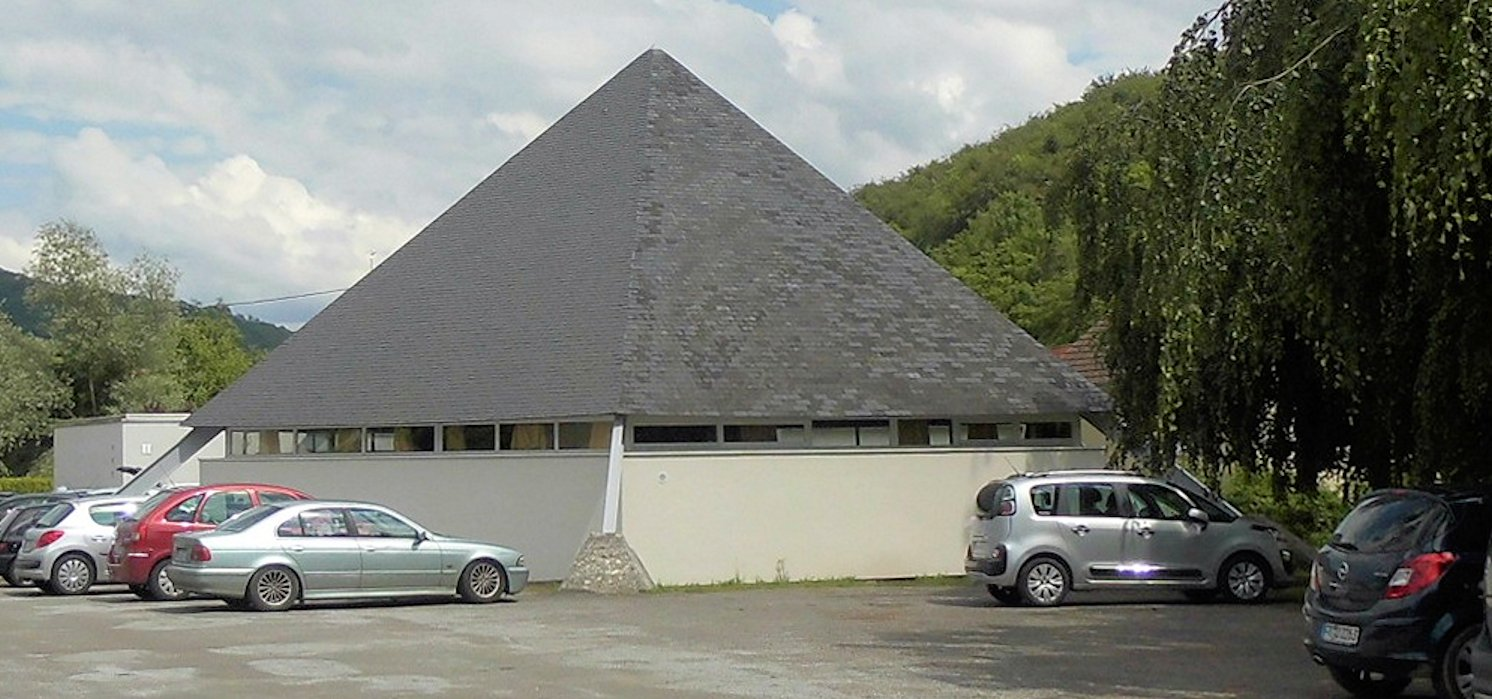
Moderne Kirche in Vermondans

## Persönlichkeiten
- Jules Joseph Bonnot (1876–1912), Anarchist